# Abba Eban

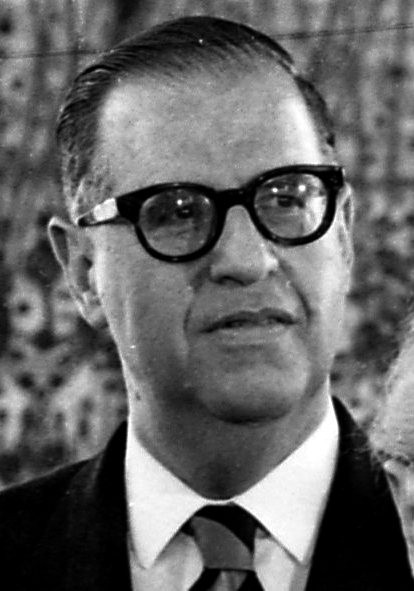
Abba Eban (1972)

Abba Eban (אבא אבן, auf Hebräisch oft Abba Even ausgesprochen, ursprünglicher Name: Aubrey Solomon Eban; 2. Februar 1915 in Kapstadt, Südafrika – 17. November 2002 in Petach Tikwa) war ein israelischer Diplomat und Politiker (Mapai/Awoda). Er war von 1949 bis 1959 der erste Ständige Vertreter Israels bei den Vereinten Nationen in New York, von 1950 bis 1959 zusätzlich israelischer Botschafter in den Vereinigten Staaten. Von 1959 bis 1988 war Eban Abgeordneter in der Knesset, 1963–1966 stellvertretender Ministerpräsident und 1966–1974 Außenminister Israels.

## Leben

### Frühes Leben

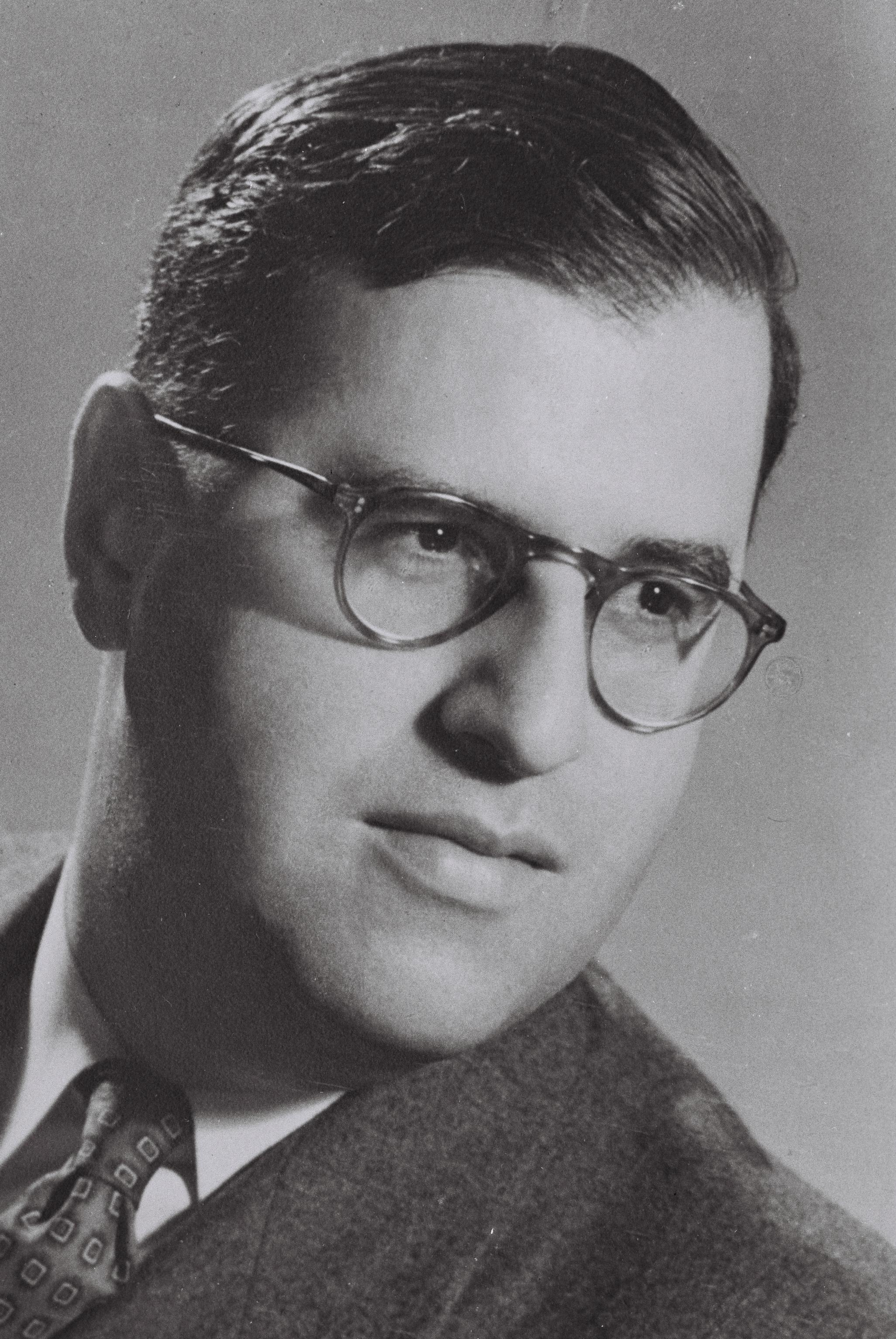
Abba Eban (1951)

Eban wurde als Aubrey Solomon in Kapstadt (Südafrika) geboren. Seine Eltern Alida und Abraham Meir Solomon waren litauische Juden, die Ende des 19. Jahrhunderts aus dem Russischen Reich emigriert waren. Nach dem Tod des Vaters zog seine Familie nach England, wo seine Mutter als Sekretärin für eine zionistische Organisation arbeitete und 1923 erneut heiratete. Aubrey und seine Geschwister nahmen den Familiennamen ihres Stiefvaters, des Radiologen Issac Eban, an.
Aubrey Eban besuchte die St. Olave’s Grammar School und studierte ab 1934 am Queens’ College der Universität Cambridge klassische Altertumswissenschaft und orientalische Sprachen. Er wurde zum Vorsitzenden des Debattierclubs Cambridge Union und der zionistischen Gesellschaft an der Universität gewählt. Hier lehrte er nach seiner Graduierung als Fellow des Pembroke College von 1938 bis 1940 auch Arabisch. Er war in der Federation of Zionist Youth aktiv und schrieb für die Zeitschrift The Young Zionist.
Im Zweiten Weltkrieg diente er in der britischen Armee, in der er den Rang eines Majors erreichte. Zunächst war er in Kairo stationiert, wo er arabische und hebräische Texte zensierte. Schließlich wurde er Verbindungsoffizier der Alliierten zum Jischuw in Palästina und bildete jüdische Freiwillige für den Widerstand gegen einen möglichen deutschen Einmarsch aus. Nach Kriegsende ließ er sich in Jerusalem nieder, wo er zum Dozenten am Middle East Centre for Arab Studies ernannt wurde.

### Familie

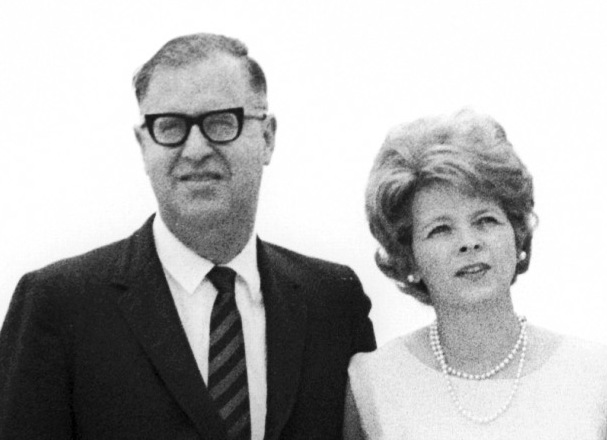
Abba und Suzy Eban (1966)

Eban heiratete 1945 die in Ägypten aufgewachsene Schoschana Ambache, die an der American University in Cairo studiert hatte. Sie war als „Suzy“ bekannt. Ihre jüngere Schwester Aura heiratete den späteren israelischen Staatspräsidenten Chaim Herzog, mit dem Eban somit verschwägert war. Abba und Suzy Eban bekamen zwei Kinder, darunter den Klarinettisten Eli Eban. Nachdem er sich dazu entschlossen hatte in Israel zu bleiben, änderte er seinen Namen in Abba (hebräisch für „Vater“). 
Der Neurologe und Autor Oliver Sacks war ein Cousin, der Regisseur und Drehbuchautor Jonathan Lynn ein Neffe Ebans.

### Diplomatische Tätigkeit

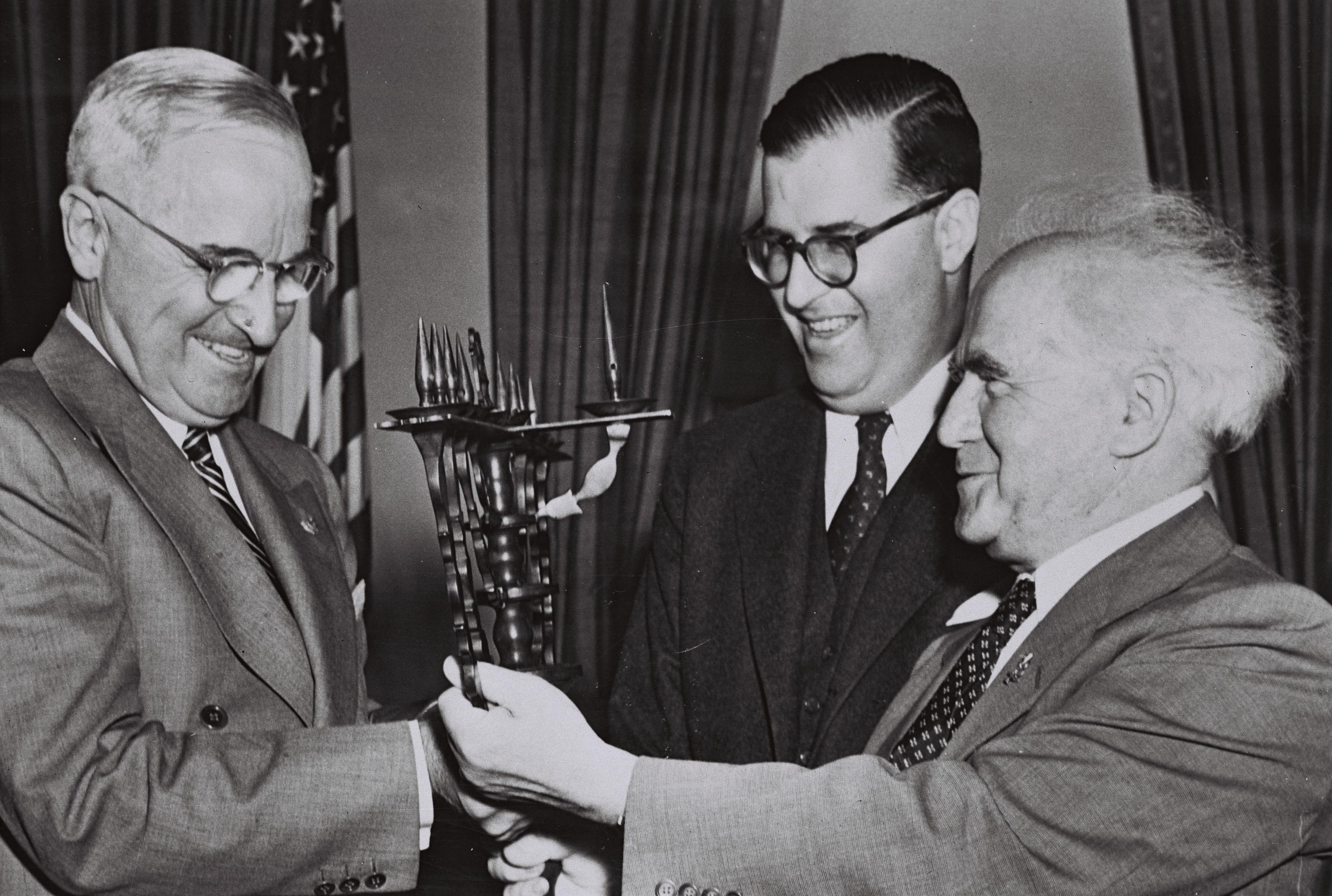
Eban mit US-Präsident Harry Truman und Ministerpräsident David Ben Gurion

Die Jewish Agency for Israel entsandte Eban 1947 als Kontaktperson zum UN-Sonderausschuss für Palästina und Delegierten zur Generalversammlung der Vereinten Nationen, wo er sich erfolgreich für den UN-Beschluss zur Teilung Palästinas in einen jüdischen und einen arabischen Staat einsetzte (Resolution 181).

Nach der Unabhängigkeit Israels und der Aufnahme des Landes in die UNO im August 1949 war er bis 1959 der war der erste Ständige Vertreter Israels bei den Vereinten Nationen. Als Nachfolger Eliahu Eilats diente er zusätzlich von 1950 bis 1959 als Botschafter seines Landes in den USA. Eban war bekannt für seine rhetorischen Fähigkeiten, in den Worten Henry Kissingers:

„Ich habe nie jemanden getroffen, der sich mit ihm in der Beherrschung der englischen Sprache hätte messen können. Sätze quollen in honigsüßen Wortfügungen aus ihm heraus, kompliziert genug die Intelligenz des Zuhörers zu testen und ihn gleichzeitig versteinern zu lassen ob der Virtuosität des Rhetors.“

Aber auch neun weitere Sprachen konnte Eban fließend sprechen. Diese Fähigkeiten erlaubten es ihm, Israel eine weitaus bessere Position bei den Vereinten Nationen zu verschaffen. Im Jahre 1952 wurde Eban gar zum Vize-Präsidenten der UN-Generalversammlung ernannt.

### Politische Karriere
Eban kehrte 1959 nach Israel zurück und wurde als Mitglied der linkszionistischen Arbeiterpartei Mapai in die Knesset gewählt. 1960 wurde er in die American Academy of Arts and Sciences gewählt. Unter Ben Gurion war er von 1960 bis 1963 Kultus- und Bildungsminister, unter Levi Eschkol war er bis 1966 schließlich stellvertretender Ministerpräsident. In den Jahren 1959 bis 1966 war er auch gleichzeitig Präsident des Weizmann-Instituts in Rechowot.
Von 1966 bis 1974 war Eban Außenminister Israels unter den Ministerpräsidenten Eschkol und Golda Meir. Er verteidigte nach dem Sechstagekrieg 1967 öffentlich die Besetzung des Westjordanlandes, des Gazastreifens, der Golanhöhen und Ostjerusalems. Er sprach sich aber für eine Rückgabe der Gebiete im Austausch für Frieden aus. Verschiedentlich wurde Eban dafür kritisiert, seinen Ansichten nicht auch in der innerisraelischen Debatte mehr Gehör verschafft zu haben. 
Er spielte eine wichtige Rolle bei der Verabschiedung der Resolution 242 des UN-Sicherheitsrates vom Jahre 1967 (sowie der Resolution 338 im Jahre 1973). 1970 besuchte Eban als erster israelischer Außenminister die Bundesrepublik Deutschland. Im Gegenzug reiste im gleichen Jahr Walter Scheel nach Israel. Nach dem Jom-Kippur-Krieg 1973 war Eban an den Verhandlungen über ein Truppenentflechtungsabkommen zwischen Ägypten und Israel beteiligt.

### Lebensende

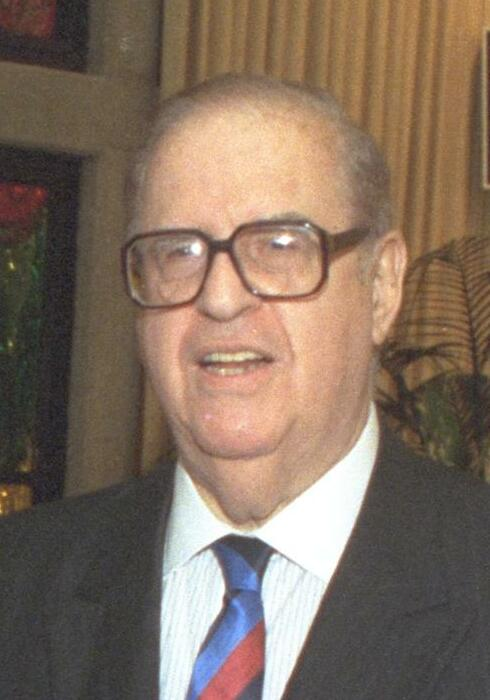
Abba Eban an seinem 75. Geburtstag (1990)

Im Jahre 1988, nachdem er drei Jahrzehnte der Knesset angehört hatte, verlor er seinen Sitz wegen innerparteilicher Spaltungen der Arbeitspartei. Den Rest seines Lebens widmete er schriftstellerischen Tätigkeiten und der Lehrtätigkeit, unter anderem als Gastdozent an der Princeton-Universität und der Columbia-Universität. Außerdem war er an Fernsehdokumentationen beteiligt (Heritage:Civilization and the Jews (PBS – 1984), Israel, A Nation Is Born (1992), und On the Brink of Peace (PBS – 1997)).
1989 verlieh ihm die Hebräische Universität Jerusalem die Ehrendoktorwürde. Im Jahre 2001 erhielt Eban den Israel-Preis, die höchste Auszeichnung seines Landes. Abba Eban, der für seine brillante Rhetorik, sein staatsmännisches Auftreten bei Vereinten Nationen und seine Kenntnis zahlreicher Sprachen bekannt war, liegt in Kfar Shmaryahu nördlich von Tel Aviv begraben.

## Werke
- Dies ist mein Volk. Fackelverlag, 1970, 447 S. (Original: 1968 My People, The Story Of The Jews.)
- Mein Land. Das moderne Israel. 1972.
- Das Erbe. Die Geschichte des Judentums. 1984.